# Lochmorhynchus puntarenensis
Lochmorhynchus puntarenensis là một loài ruồi trong họ Asilidae. Lochmorhynchus puntarenensis được Artigas miêu tả năm 1970. Loài này phân bố ở vùng Tân nhiệt đới.